# Glenea saperdoides
Glenea saperdoides là một loài bọ cánh cứng trong họ Cerambycidae.